# François Récaborde

a Compétitions nationales et continentales officielles uniquement.

b Matchs officiels uniquement.
François Récaborde, né le 2 avril 1902 à Pau et mort le 21 janvier 1951 dans la même ville, est un joueur français de rugby à XV et de rugby à XIII qui évolue au poste de troisième ligne aile en XV, et durant une saison en troisième ligne en XIII.
Légende de la Section avec qui il est champion de France en 1928 en inscrivant un essai en finale, Récaborde se lance dans l'aventure du « néo-rugby » en raison de sa suspension injuste à XV. Ainsi, François Récaborde intègre les « Pionniers » du rugby à XIII, et est également sélectionné à l'occasion du tout premier match international organisé en France de Rugby à XIII. Récaborde est également le fondateur du club de Pau XIII.
Sergent durant la Seconde Guerre mondiale, puis membre du Réseau Alibi, Récaborde est fait prisonnier par la Wehrmacht mais parvient à s'échapper. Il est récompénsé de la Croix de guerre 1939-1945 et fait Chevalier de la Légion d'Honneur, en plus d'être titulaire d'une distinction britannique pour sa courageuse action de résistant.
À la Libération, il devient conseiller municipal socialiste de Pau, sa ville de toujours, et entraîneur de rugby à XV après que la fédération ait levé sa suspension pour acte de bravoure, jusqu'à son décès des suites d'un accident de la route.
Enfant du quartier populaire du Hédas à Pau, il est resté profondément attaché à ses racines. En son hommage, la ville a donné son nom à une place aménagée sur un terrain autrefois insalubre, rendant ainsi hommage à cet homme profondément lié à l’histoire de Pau.

## Famille
François Louis Récaborde naît le 2 avril 1902 à Pau. Son père, Pierre Récaborde (1862-?), est menuisier, et sa mère, Marie Milhet (1862-?), ménagère. Il se marie le 18 décembre 1929 à Jeanne Brongnes, en la mairie de Pau et décède le 21 janvier 1951 à Pau.

## Biographie

### Carrière sportive

#### Boxe anglaise
Né le 2 avril 1902 à Pau, François Récaborde commence la pratique sportive dans sa ville natale avec la boxe anglaise au sein du club du Ring béarnais, en compagnie de son futur coéquipier à la Section paloise Fernand Taillantou.

#### Rugby à XV

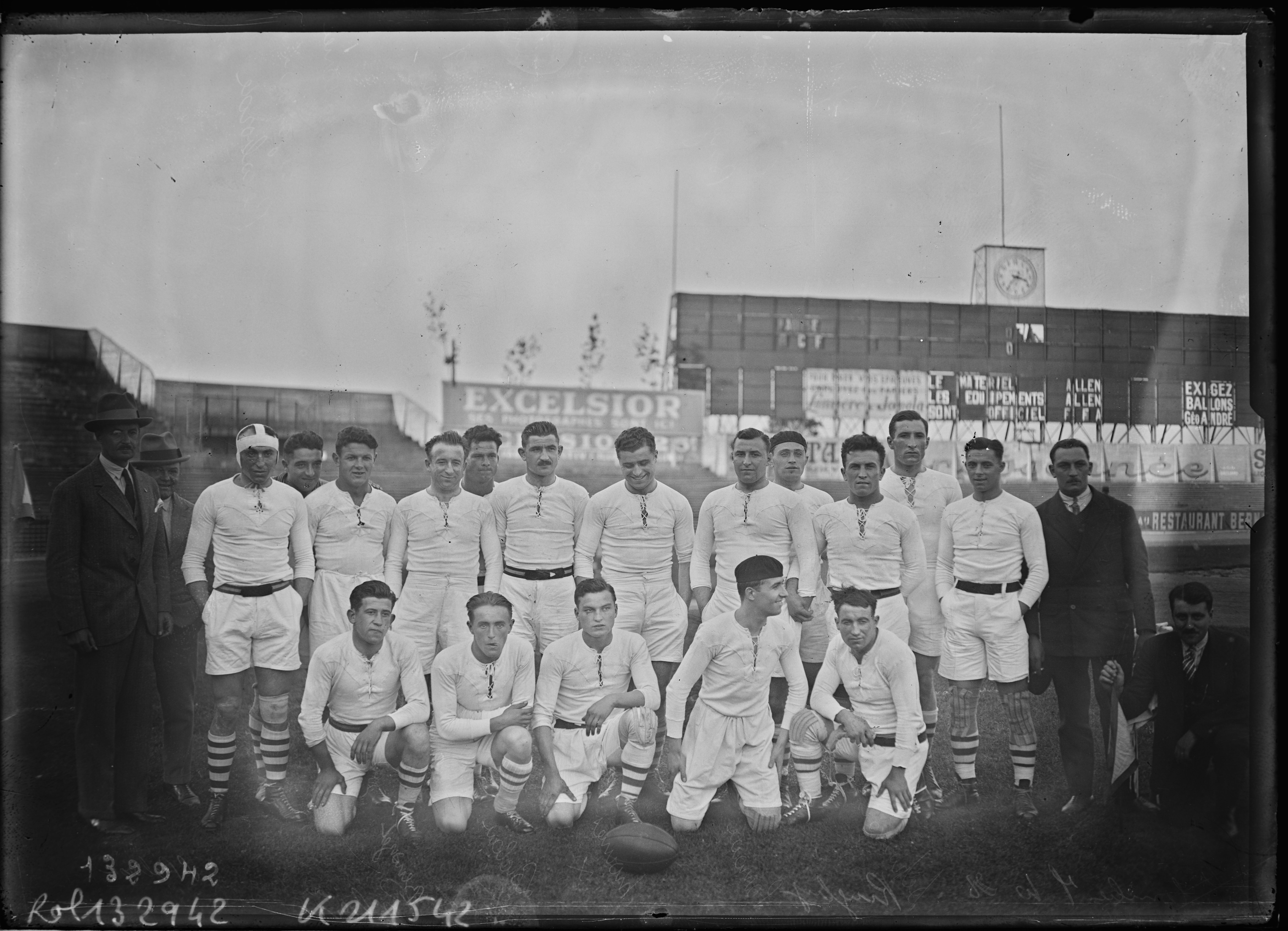
Récaborde, debout à gauche, au stade de Colombes avec la Section paloise, le 7-10-1928.

François Récaborde s'oriente ensuite vers le rugby à XV et intègre l'équipe première de la Section paloise en 1922. À partir de 1923, il est un joueur cadre de l'équipe et s'impose comme un joueur d'avenir dans le rugby français.
Il se signale en étant expulsé le 26 avril 1925 à l'occasion d'un match de barrages d'accession en Excellence contre le Saint-Girons SC. Cela n'empêche pourtant pas son équipe d'obtenir sa promotion dans l'élite en remportant le match.
Le point culminant de la carrière de Récaborde à la Section est l'obtention du titre de champion de France en 1928. Il est notamment auteur d'un essai en finale face à l'US Quillan.
En 1930, Récaborde est radié de la FFR lors d'un match à Bordeaux, qui l'empêcha de confirmer les espoirs placés en lui au rugby à XV,. En effet l'arbitre M. Lahitte considère, à tort, que Recaborde était l'auteur d'un coup de pied sur lui. Le responsable Domercq, écrivit à la Fédération, mais la suspension du joueur fut maintenue.

« Je jouais depuis 10 ans à la Section paloise ; quoique maintes fois sollicité par d'autres clubs, je ne l'ai jamais quittée, car je m'étais fait un devoir de rester fidèle à l’équipe de mon pays. Vraiment, pas une seule fois, je n'ai pu songer qu’après une telle présence, il me faudrait un jour, abandonner le rugby, n'emportant pour souvenir qu'une injuste radiation.
Je pensais quand même que Messieurs les dirigeants n'auraient pas, avec une telle désinvolture, adhéré à ce geste et qu’ils n'en seraient pas ainsi restés là. »

— François Récaborde, à propos de sa suspension.

#### Pionnier du XIII
Composition de l'équipe de France :
Ainsi, en 1934, il rejoint l'appel de Jean Galia pour donner naissance au rugby à XIII en France en constituant une sélection qui effectuerait une tournée au Royaume-Uni. François Récaborde fait donc partie de cette sélection de dix-sept joueurs emmenée par Galia et composée par de nombreux anciens internationaux français de rugby à XV tels que Jean Duhau, Robert Samatan, Maurice Porra, Charles Petit, Antonin Barbazanges et Léopold Fabre, qui ont de leur côté tous affirmé la mise en place d'un amateurisme marron dans le rugby à XV. Cette tournée en mars 1934 permet à cette sélection de disputer six rencontres contre des clubs anglais ou des sélections régionales anglaises de rugby à XIII.

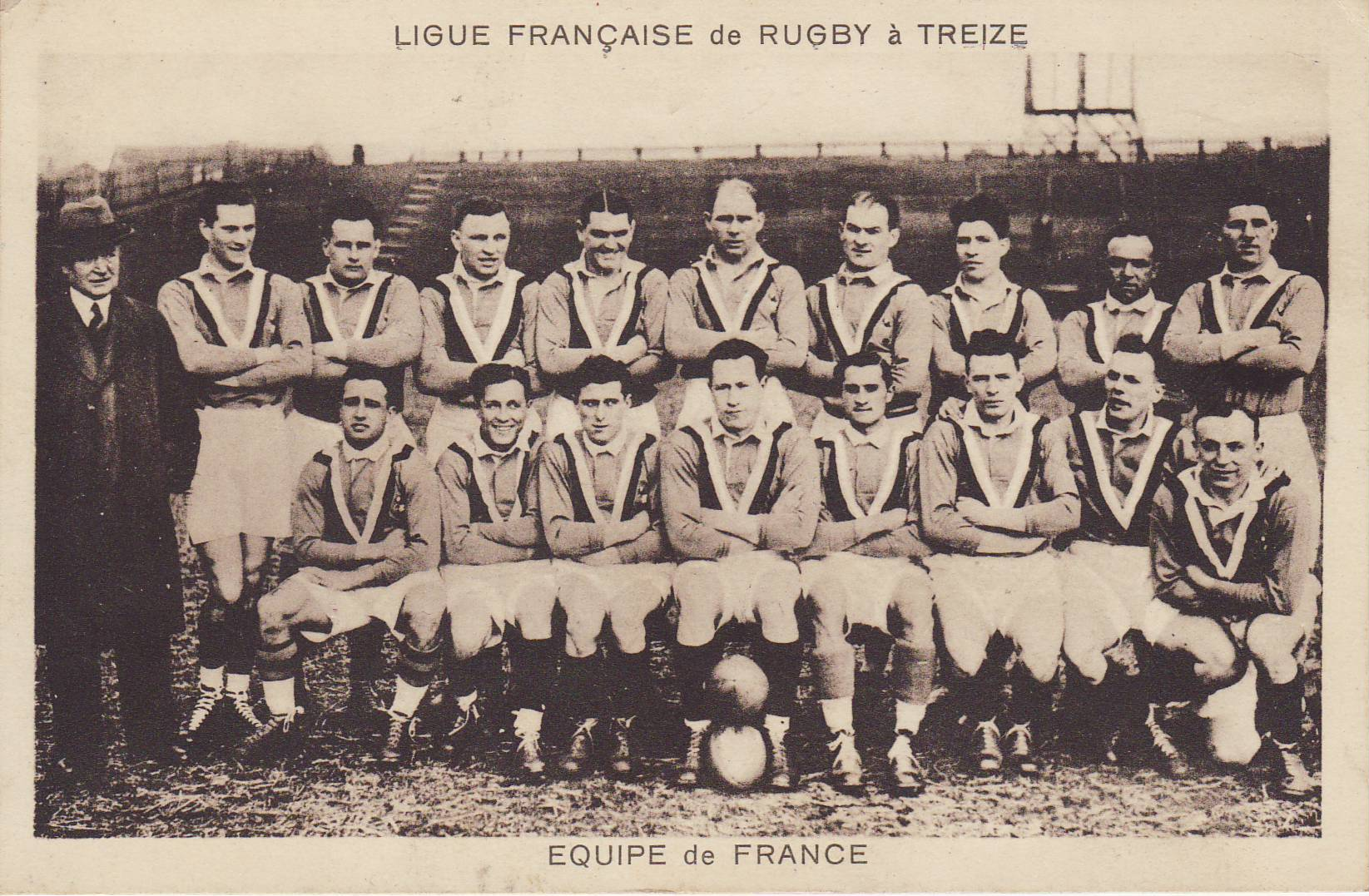
Récaborde, premier à droite au premier rang, avec l'équipe des « Pionniers » en 1934.

Le 10 mars 1934, la sélection, appelée plus tard « les Pionniers », est opposée aux Wigan Warriors pour le premier match de cette tournée. Il dispute au cours de cette tournée plusieurs rencontres dans des conditions météorologiques compliquées n'empêchant pas toutefois le succès de cette tournée et l'enthousiasme des Anglais, notamment du Nord de l'Angleterre, de voir le rugby à XIII naître en France.
Récaborde se signale lors de cette tournée en portant les couleurs de son club de cœur de la Section paloise.

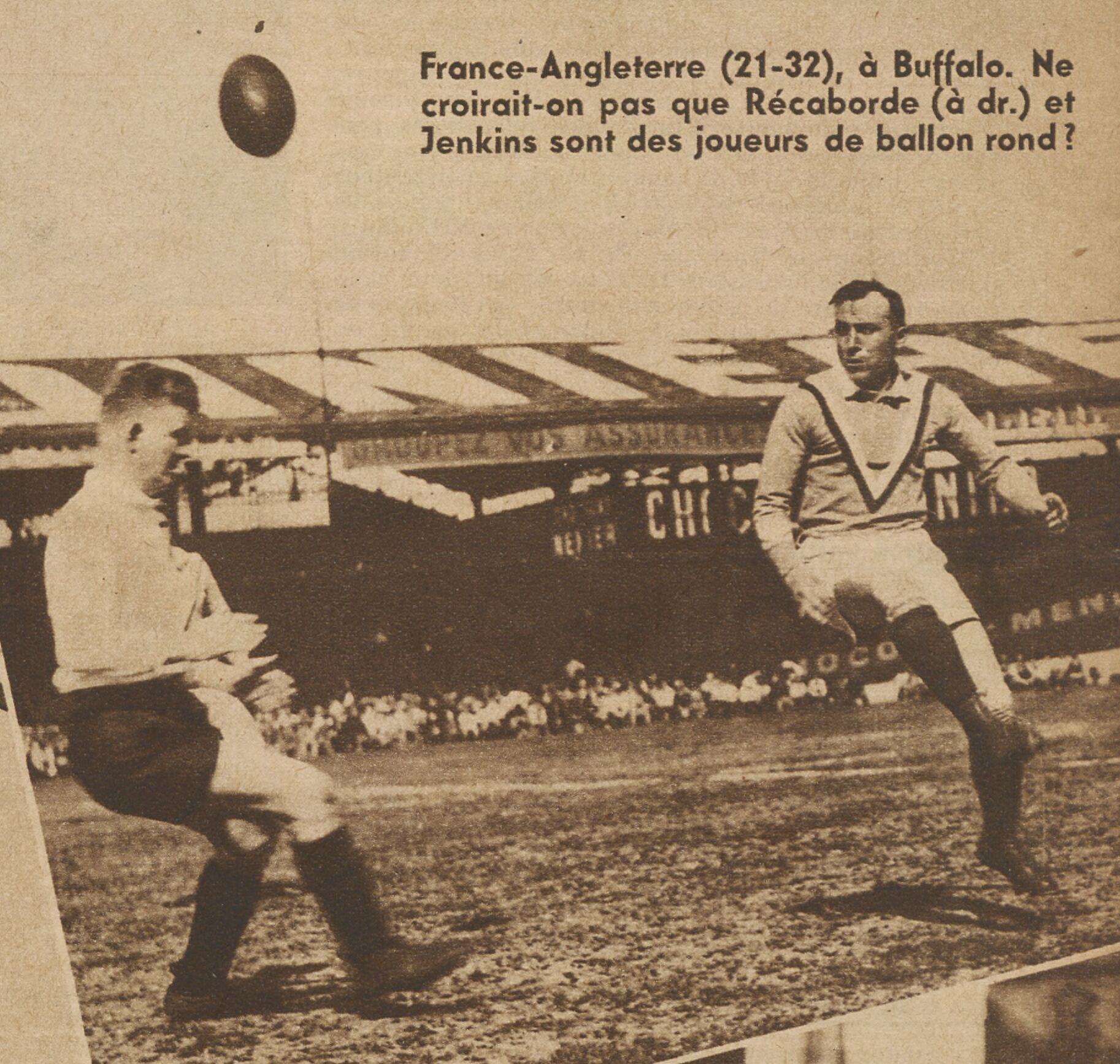
Récaborde et Jenkins durant le match entre la France et l'Angleterre de 1934.

De retour d'Angleterre, François Récaborde et la sélection française préparent le premier match officiel de l'équipe de France de rugby à XIII contre l'Angleterre devant 25 000 personnes au stade Buffalo.
François Récaborde est sélectionné pour ce match au poste de troisième ligne, derrière une seconde ligne composée de Galia et Duhau. 
Bien que battue 21-32, l'équipe de France à XIII sut séduire le public et la presse qui relaie largement l'évènement, l'Auto appela ce code de rugby le « rugby révolutionnaire » dans son édition du 16 avril 1934. Récaborde, quant à lui, se fait remarquer par ses qualités de plaqueur qui gênent considérablement le demi de mêlée anglais Emlyn Jenkins (en).
Récaborde est ensuite l'un des principaux instigateurs de la création du club de Pau XIII. Récaborde met un terme à sa carrière en 1935, abandonnant le capitanat à un autre ancien sectionniste, Henri Mounès.
Récaborde annonce en 1936 une fusion à venir des clubs de Pau XIII et Côte basque XIII sous le nom de « Stade basco-béarnais ».

### Dans la Résistance
Pendant la guerre, Récaborde revient à ses premiers amours du rugby à XV, intégrant l'équipe de l'Armée française. Robert Sarrade l'accompagne durant ce match. Récaborde fut un des premiers résistants du département des Basses-Pyrénées.
Membre actif de la Résistance intérieure française durant la Seconde Guerre mondiale, il est déporté vers le camp de concentration de Buchenwald . Après avoir combattu en Belgique et en Hollande, l'unité de Récaborde se replie vers Dunkerque, mais arriva trop tard, les derniers bateaux étant partis la veille. Pris en étau entre la mer et l'armée allemande, ils sont faits prisonniers, d'après ses propos relatés par Charles Lagarde
Récaborde est contraint de remonter à pied vers Lokeren, quasiment sans nourriture, avec des étapes quotidiennes de 30 kilomètres et les pieds en sang. Nombreux furent ceux qui moururent d'épuisement durant cette marche, ou exécutés par les sentinelles.
Finalement, François Récaborde apprend qu'il est destiné à être interné en Pologne et se refuse à cette éventualité. Avec cinq de ses camarades, dont le Béarnais Roger Lassus, il échafaude un plan pour s'évader. Le 19 juin 1940, profitant d'une halte et d'une inattention des sentinelles allemandes, Récaborde et ses compagnons parviennent à se faire la belle et se cachent dans un champ de seigle. Finalement, deux soldats ne purent se résoudre à s'échapper et restèrent pétrifiés. Une paysanne flamande les aide dans leur cavale, en leur mettant à disposition des vivres et des vêtements. Après une nuit de repos, les évadés prennent la direction de Gand.

### Reconversion post-sportive et retour au XV
Après sa carrière de joueur, Récaborde occupe la place de conseiller municipal de Pau.
Après la Seconde Guerre mondiale, les exploits de Récaborde conduisant la FFR à annuler sa suspension. Récaborde intègre dès lors la commission de rugby de la Section paloise, à une époque où le rôle d'entraineur était réparti entre le capitaine et le président de la commission.
Il met également à disposition son expérience sportive au poste d'entraîneur. Il entraîne entre autres l'US Dax dans les années après-guerre à la demande du président Didier Castex de 1946,à 1948[réf. nécessaire].
En dépit de l'antique rivaliré avec le Stadoceste tarbais, Récaborde, légende de la Section, prend néanmoins les rênes de l'équipe première des Bigourdans en 1948,.
Au début de la saison 1950-1951, Récaborde devient entraineur du FC Oloron, où il forma notamment Robert Barran.

### Décès
Le 21 janvier 1951, soit quasiment 19 ans après son coéquipier René Bernardini, Récaborde décède également dans accident de la route,. Après la rencontre entre le FC Oloron et le FC Lourdes, la Peugeot 203 qu'il conduisait s'encastre contre un platane au niveau du château les Astous sur la nationale 134. Parmi les passagers, François Récaborde et Maurice Lezian décèdent des suites de leurs blessures. Paul Lalanne et Jean Fages, correspondant du journal L'Équipe, sont grièvement blessés.

## Palmarès

### Rugby à XV
- Vainqueur du championnat de France de rugby à XV en 1928.

#### Détails en club
| Saison  | Saison          | Championnat           | Championnat    |
| Saison  | Saison          | Comp.                 | Class.         |
| ------- | --------------- | --------------------- | -------------- |
| 1923-24 | Section paloise | Championnat de France | Poule de cinq  |
| 1924-25 | Section paloise | Championnat de France | Poule de cinq  |
| 1925-26 | Section paloise | Championnat de France | Poule de trois |
| 1926-27 | Section paloise | Championnat de France | 1/2 finale     |
| 1927-28 | Section paloise | Championnat de France | Vainqueur      |
| 1928-29 | Section paloise | Championnat de France | Poule de trois |
| 1929-30 | Section paloise | Championnat de France | 1/2 finale     |
| 1930-31 | Section paloise | Tournoi des douze     | 3e             |

### Rugby à XIII

#### Détails en sélection
|    | Date          | Adversaire | Résultat | Compétition | Poste            | Points | Essais | Pen. | Drops |
| -- | ------------- | ---------- | -------- | ----------- | ---------------- | ------ | ------ | ---- | ----- |
| 1. | 15 avril 1934 | Angleterre | 21-32    | Test-match  | Trioisième ligne | -      | -      | -    | -     |

#### Détails en club
| Saison    | Saison   | Championnat           | Championnat | Coupe           | Coupe      | Sélection | Sélection | Sélection | Sélection | Sélection | Sélection |
| Saison    | Saison   | Comp.                 | Class.      | Comp.           | Class.     | Comp.     | M         | Pts       | Ess.      | Buts      | Dp.       |
| --------- | -------- | --------------------- | ----------- | --------------- | ---------- | --------- | --------- | --------- | --------- | --------- | --------- |
| 1934-1935 | Pau XIII | Championnat de France | 5e          | Coupe de France | 1/4 finale |           | 1         | -         | -         | -         | -         |
| 1935-1936 | Pau XIII | Championnat de France | 9e          | Coupe de France | 1/4 finale |           |           |           |           |           |           |

## Postérité

### Place au quartier du Hédas
Une place de la ville de Pau, située dans le quartier du Hédas où il a vu le jour, porte son nom.

### Stade François-Récaborde
En 1974, l'AS Pau Béarn XIII, successeur de Pau XIII, club fondé par Récaborde lui-même en 1934, inaugure le « stade François-Récaborde ».

## Décorations
- Chevalier de la Légion d'honneur[39]
- Croix de guerre 1939-1945[40]